# Arctiidae
Arctiidae este o familie de molii cu aproximativ 11000 de specii găsite în întreaga lume. Cuprinde 6000 de specii neotropicale. Această familie cuprinde grupurile cunoscute în mod obișnuit ca „molii tigru”. Moliile tigru au, de obicei, culori strălucitoare. Multe specii au omizi „păroase”, cunoscute popular ca urși lânoși sau viermi lânoși. Omizile pot, de asemenea, să fie numite „molii tussock” (de obicei, denumirea aceasta se referă la Lymantriidae).

## Specii notorii
- Halysidota tesselaris
- Pyrrharctia isabella
- Spilarctia lutea
- Tyria jacobae
- Manulea lurideola
- Cycnia tenera
- Hyphantria cunea
- Arctia caja
- Hypercompe scribonia
- Lophocampa caryae
- Euplagia quadripunctaria
- Euchaetes egle
- Callimorpha dominula
- Phragmatobia fuliginosa ssp. melitensis